# Contea di Guoyang
La contea di Guoyang (涡阳县S, Guōyáng XiànP) è una contea della Cina, situata nella provincia dell'Anhui.